# Kalvholmen (vid Sandhamn, Helsingfors)
Kalvholmen, finska: Vasikkasaari, är en ö i Finland. Den ligger i Finska viken och i kommunen Helsingfors i landskapet Nyland, i den södra delen av landet. Ön ligger nära Helsingfors.
Öns area är 17,4 hektar och dess största längd är 0,7 kilometer i nord-sydlig riktning. Ön höjer sig omkring 25 meter över havsytan.